# 1127 Mimi
1127 Mimi è un asteroide della fascia principale del diametro medio di circa 46,84 km. Scoperto nel 1929, presenta un'orbita caratterizzata da un semiasse maggiore pari a 2,5943262 UA e da un'eccentricità di 0,2642803, inclinata di 14,75267° rispetto all'eclittica.
L'asteroide fu dedicato alla moglie dell'astronomo Eugène Joseph Delporte.